# Mănăstirea Solovețki
Mănăstirea Solovețki este o mănăstire fortificată situată în Insulele Solovețki⁠(d) din Marea Albă, Rusia. A fost una dintre cele mai mari citadele creștine din nordul Rusiei până când a fost transformată în închisoare sovietică între 1926–1939.

 Acest articol despre o mănăstire este deocamdată un ciot. Puteți ajuta Wikipedia prin completarea lui !